# Centrale nucléaire de Temelín
La centrale nucléaire de Temelín, exploitée par ČEZ, est située à proximité du village de Temelín, dans la région de Bohême-du-Sud, en Tchéquie, à 50 km de la frontière avec l'Autriche et 60 km de la frontière avec l'Allemagne. Elle est composée de deux réacteurs nucléaires et quatre tours de refroidissement d'une hauteur de 150 m. Le site couvre quelque 145 ha et emploie environ 1 000 personnes.

## Histoire
Les travaux de construction de Temelín ont démarré en 1987. Après la Révolution de velours en 1989, une décision fut prise pour construire seulement deux réacteurs et non pas quatre comme le prévoyait le projet initial. Fournissant une puissance électrique unitaire de 930 et 780 mégawatts, ces réacteurs de conception russe sont de type VVER 1000/320, à eau pressurisée. Dans les années 1990, la société américaine Westinghouse a modernisé leurs systèmes de sécurité pour atteindre le niveau des normes occidentales de sûreté nucléaire. 
La mise en service des réacteurs a lieu en juin 2002 et avril 2003. La centrale a été l'objet de fortes critiques en Tchéquie mais aussi surtout en Autriche, car elle présenterait un risque majeur pour la région. D'après les organisations écologistes, aussi bien tchèques qu'autrichiennes, les réacteurs sont des prototypes qui n'ont pas été testés assez longtemps. De ce fait, de nombreuses actions conduites par des mouvements écologistes ont eu lieu dans la région avec pour objectif la fermeture définitive de la centrale.

## Réacteurs

### Réacteurs en service
Cette centrale est équipée de deux réacteurs VVER du type V320 dont les caractéristiques de ces réacteurs sont données dans le tableau ci-après. Le rang indique le numéro d'ordre de mise en service de chacun des réacteurs. Ainsi TEMELIN-1 a été le 23e réacteur mis en service en république tchèque (tous types de réacteurs confondus). La puissance brute correspond à la puissance délivrée sur le réseau augmentée de la consommation interne de la centrale. La puissance nette correspond quant à elle à la puissance délivrée sur le réseau et sert d'indicateur en termes de puissance installée.
| Nom du réacteur | Rg | Modèle          | Puissance [MW] | Puissance [MW] | Puissance [MW] | Exploitant | Constructeur | Début constr. | Raccord. au réseau | Mise en service comm. |
| Nom du réacteur | Rg | Modèle          | therm. (MWt)   | brute (MWe)    | nette (MWe)    | Exploitant | Constructeur | Début constr. | Raccord. au réseau | Mise en service comm. |
| --------------- | -- | --------------- | -------------- | -------------- | -------------- | ---------- | ------------ | ------------- | ------------------ | --------------------- |
| TEMELIN-1       | 23 | VVER-1000/V-320 | 3120           | 1082           | 1027           | ČEZ        | SKODA        | février 1987  | décembre 2000      | juin 2002             |
| TEMELIN-2       | 24 | VVER-1000/V-320 | 3120           | 1082           | 1027           | ČEZ        | SKODA        | février 1987  | décembre 2002      | avril 2003            |

### Réacteurs en projet
Début août 2009, ČEZ lance un appel d'offres pour la construction de 2 nouveaux réacteurs. La société Areva s'est montrée intéressée par cet appel d'offres, ainsi que les sociétés Toshiba (japonaise) et Atomenergoprom (russe). En janvier 2012, ČEZ revoit à la baisse son projet d'appel d'offres en raison de l'adoption d'une nouvelle législation encadrant les marchés publics.
Un régulateur tchèque a validé le 25 février 2013 la décision du producteur d'électricité ČEZ d'exclure Areva de l'appel d'offres au motif qu'il n'a pas respecté les conditions de l'appel d'offres.
Cette décision laisse en lice le japonais Toshiba, et le russe Atomstroyexport. En mai 2013, les hommes politiques examinent la possibilité de reporter le projet de Temelin, au moins de plusieurs années.
En avril 2014, le projet de construction des deux réacteurs est annulé.

## Incidents
De nombreux incidents se sont produits depuis la construction de la centrale de Temelín.
En 2001, 80 000 litres d'eau radioactive ont débordé de la cuve d'un réacteur.
En décembre 2004, une fuite de quelque 20 000 litres d'eau faiblement radioactive s'est produite dans le circuit primaire de la tranche 2 de la centrale, deux autres fuites majeures s'étant produites en mai 2005 et en juin 2004.
En 2006, «plusieurs milliers de litres d'eau légèrement radioactive» se sont échappés du circuit de refroidissement de la deuxième tranche selon le porte-parole de la centrale
Le 26 novembre 2008, le réacteur n°2 s'est une nouvelle fois arrêté à la suite d'une procédure d'urgence enclenchée par le système de surveillance automatique, alors que le réacteur numéro 1 est déjà en réparation depuis plusieurs mois après une défaillance similaire.
Dans la nuit du 18 au 19 mars 2012 s'est produit une défaillance au niveau d'une pompe à eau dans le réacteur numéro 2, sans provoquer l'arrêt du réacteur, selon le porte-parole de la centrale.

## Photos

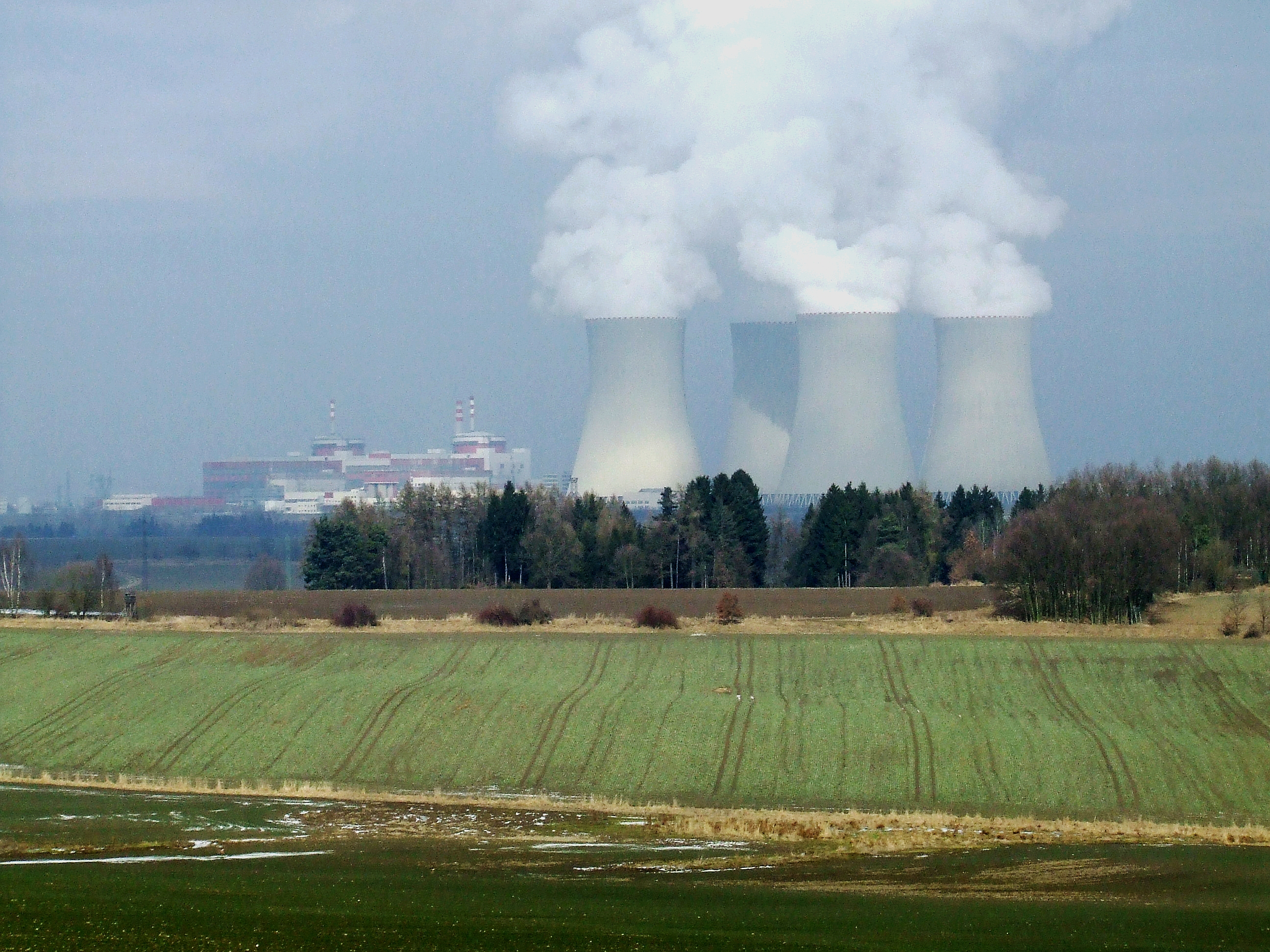
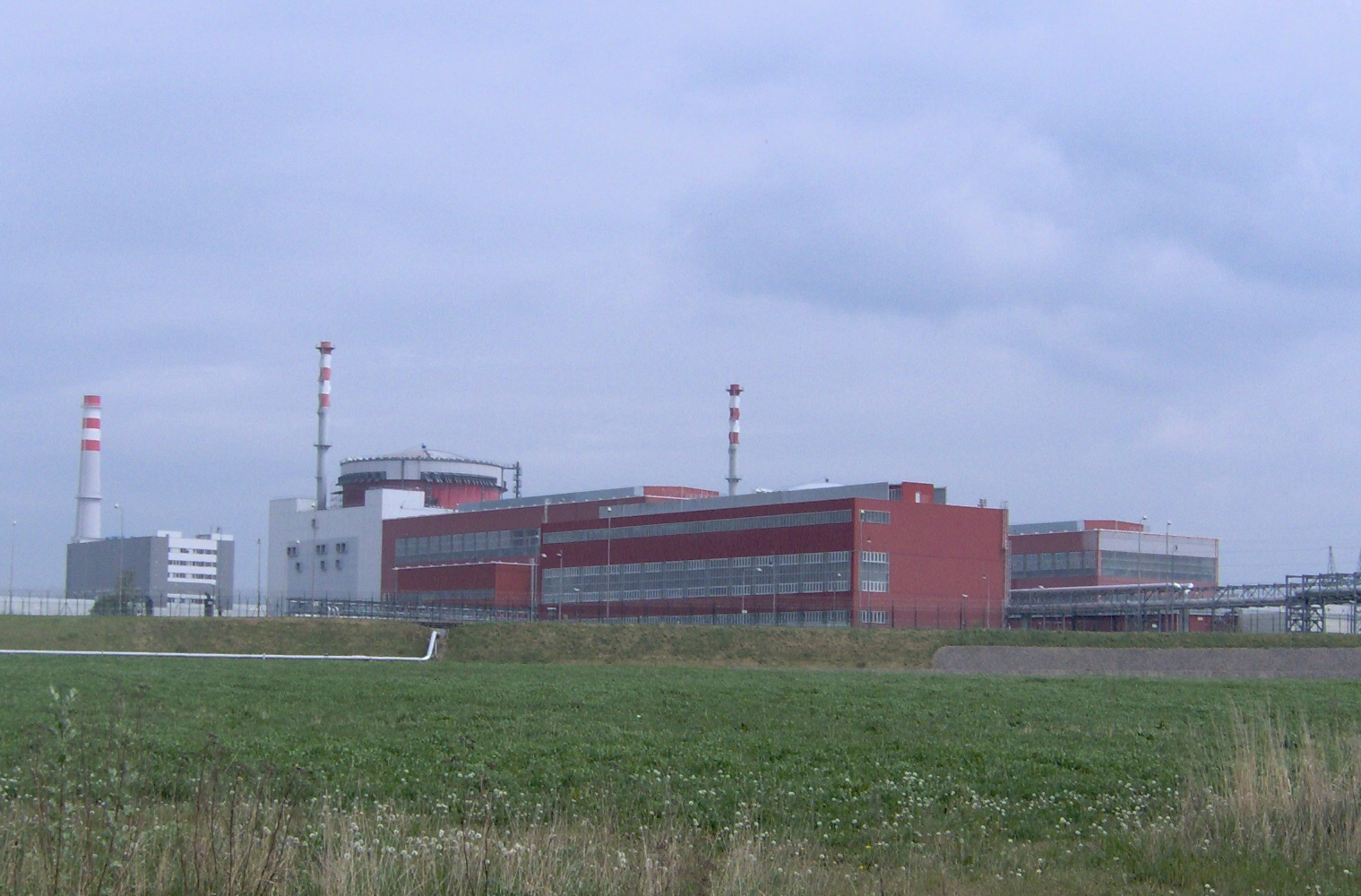
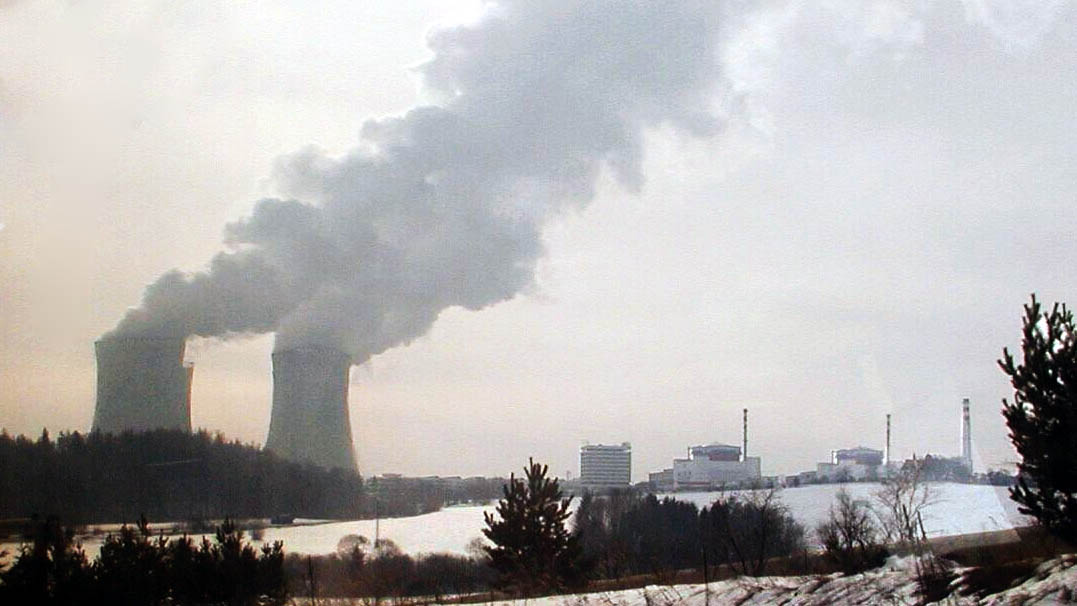
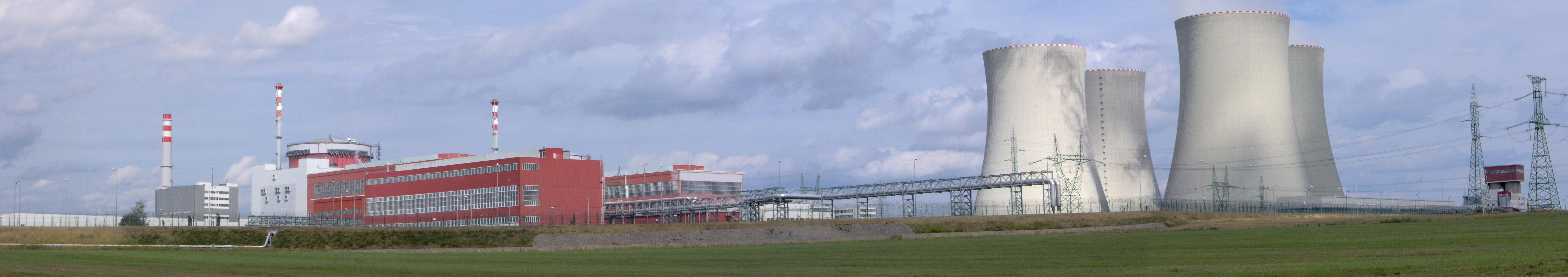
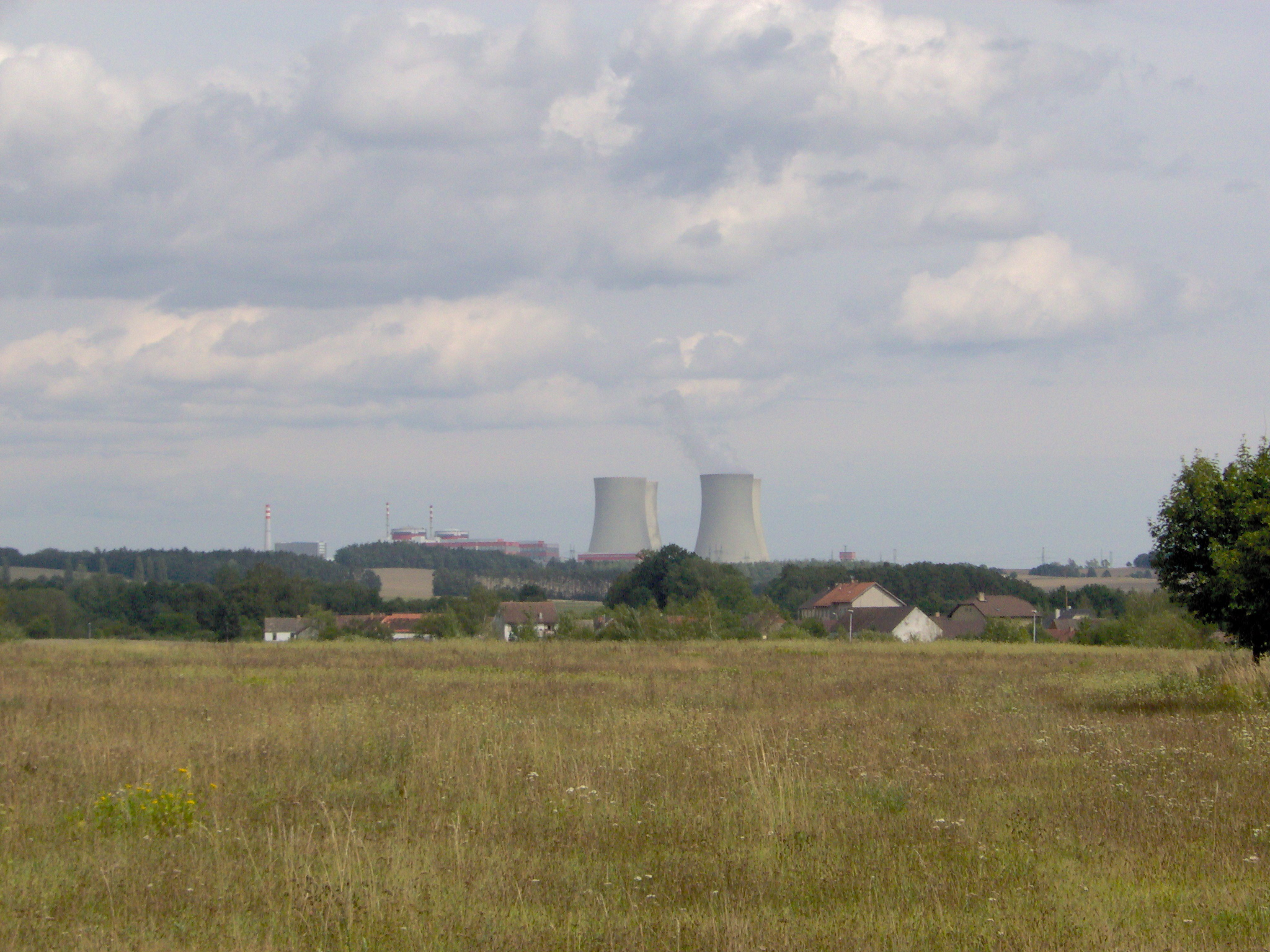
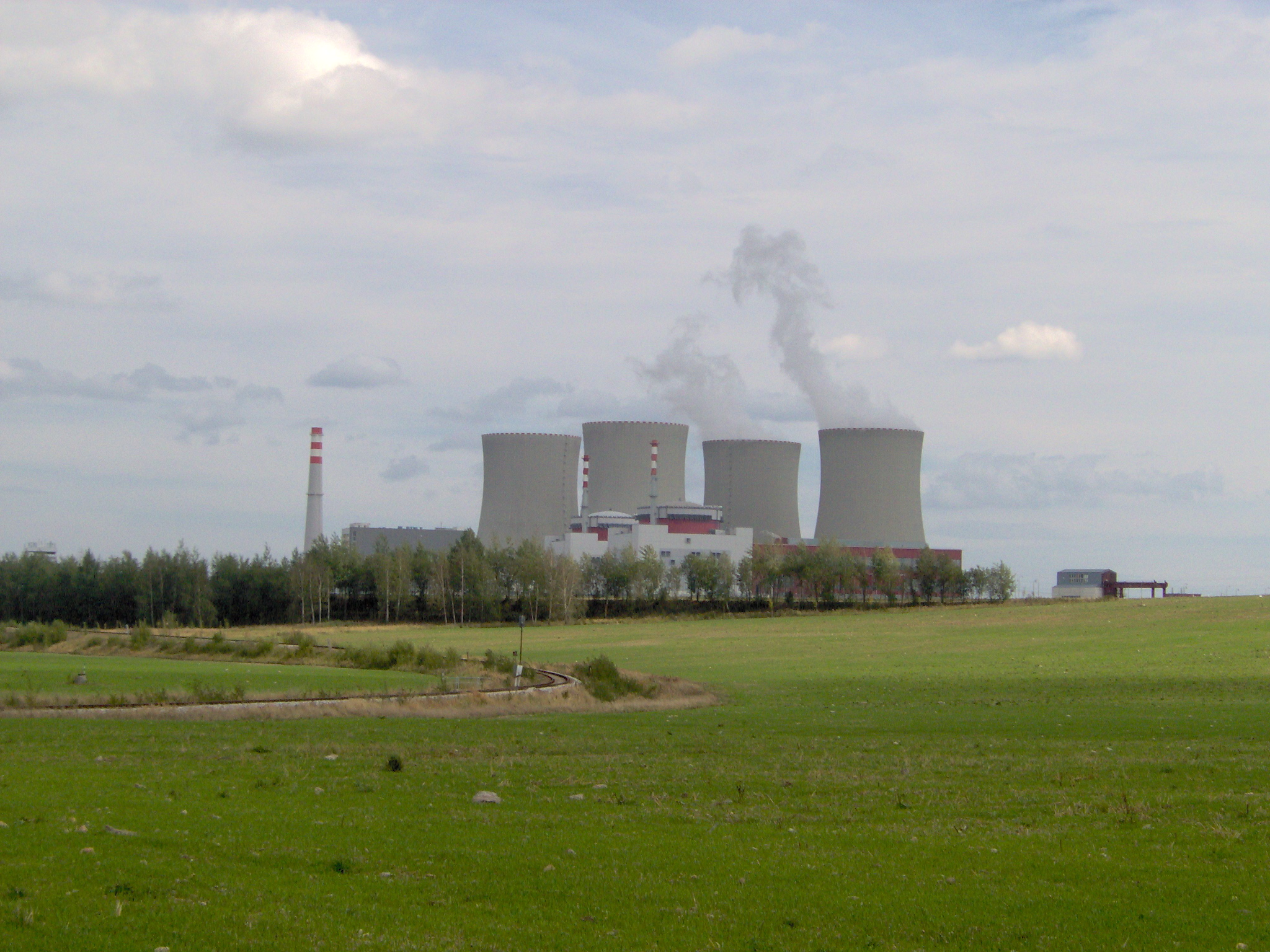
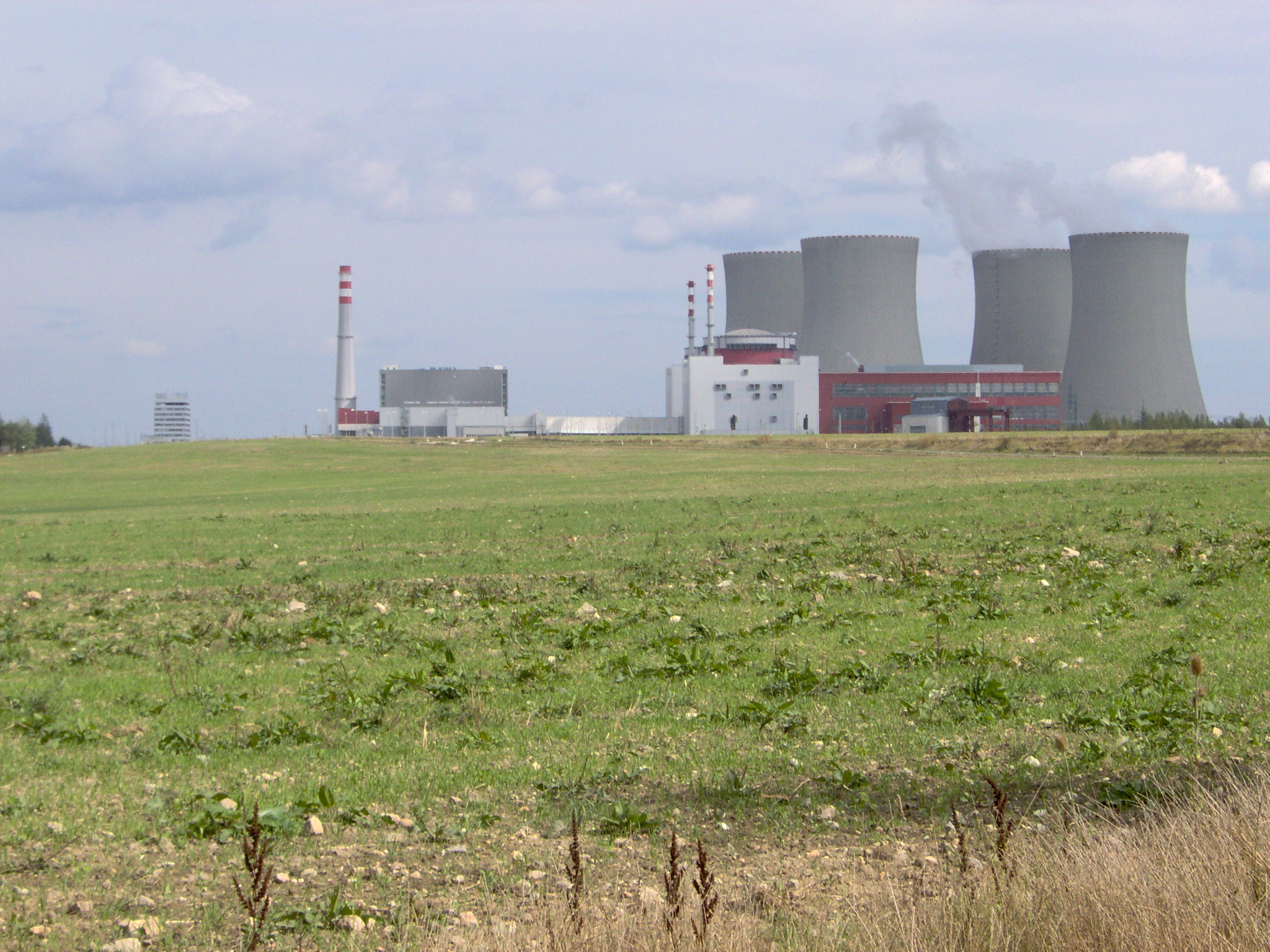